# メガ・ヴィジョン
『メガ・ヴィジョン』は宝塚歌劇団の作品。副題は「はてしなき幻想」。花組公演。形式名は「ファンタスティック・ショー」。宝塚・東京は24場。作・演出は三木章雄。宝塚・東京における本公演と劇場飛天の併演作品は『哀しみのコルドバ』、全国ツアーは『紅はこべ』。

## 公演期間と公演場所
- 1995年1月1日 - 2月13日　宝塚大劇場　※阪神・淡路大震災の為、1月16日[1]で中止
- 1995年4月3日 - 4月29日　東京宝塚劇場[2]
- 1995年3月18日 - 3月27日　劇場飛天[3]　※震災の為、1月16日をもって中断となった花組大劇場公演[3]。細川たかしの申し出による特別公演[3]。
- 1995年9月16日 - 10月8日　全国ツアー[4]

### 全国ツアーの日程
- 9月16・17日　市川市文化会館[4]
- 9月18日　川口総合文化センター[4]
- 9月20日　仙台・イズミティ21[4]
- 9月23・24日　韮崎市文化ホール[4]
- 9月26・27日　静岡市民文化会館[4]
- 9月29日 - 10月1日　広島厚生年金会館[4]
- 10月3・4日　鹿児島県文化センター[4]
- 10月6日 - 8日　小倉市民会館[4]

## 解説
※『宝塚歌劇100年史（舞台編）』の宝塚大劇場公演参考。
この作品が宝塚ラストのショーとなった安寿ミラの魅力を、百万の美しい幻に託したファンタスティックなショー。暗黒の世界に生きる若者が求めた光と喜びの溢れる世界、月光の中で神の愛を求めて少年が踊る月の砂漠・・・など様々な幻想の世界を、若さ溢れる花組の多彩な魅力を活かして描いた。
ジャズの場面は、リンダ・ヘーバーマンによる振付である。

## スタッフ
※氏名の後ろに「宝塚」「東京」「飛天」「全国」の文字がなければ全劇場共通。
- 作曲・編曲：寺田瀧雄/吉田優子/高橋城/西村耕次
- 音楽指揮：小高根凡平（宝塚・飛天・全国）、清川知己（東京）
- 演奏：東宝オーケストラ（東京）
- 振付：羽山紀代美/名倉加代子/リンダ・ヘーバーマン
- 装置：大橋泰弘
- 衣装：任田幾英
- 照明：今井直次
- 音響：加門清邦
- 小道具：万波一重
- 効果：切江勝
- 演出助手：木村信司/齋藤吉正
- 装置補：新宮有紀
- 衣装補：田口美香
- 舞台進行：恵見和弘
- 舞台監督：佐田民夫（東京）/阿部雅一（東京）/齋藤昭彦（東京）/藤村信一（東京）
- 製作担当：伊藤万寿夫（東京）
- 制作：久保孝満

## 主な配役
宝塚・東京・飛天
- スーパー・ビジョン、メガ・スター、ダンサーS、恋人男S、マンボキング、レダ、ソウル・スター、ファイナル・ダンサー、ファイナル・スター - 安寿ミラ
- メガ・ガールS、マリア、恋人女S、マンボ・クイーン、パレードの女S - 森奈みはる
- メガ・ボーイS、シャドウS、ジゴロS、マンボの男S、白鳥、ファイナル・シンガー、パレードの男S - 真矢みき
- ダーク・ダンサー、メガ・ボーイA、ダンディ、ラテン・ラバー、マンボの男A、歌手、メガ・シンガー男 - 愛華みれ
- ミリア、歌うセニョリータ、マンボの女A、メガ・シンガー女、エトワール - 純名里沙

全国
- スーパー・ヴィジョン、シャドウS、愛のスター、恋人男S、マンボキング、レダ、踊る紳士S、パレードの男S - 真矢みき
- メガ・ガールS、マリア、歌うセニョリータ、恋人女S、マンボクイーン、シンギング・レディ、パレードの女S - 純名里沙
- メガ・ボーイS、歌手、ジゴロS、マンボの男S、歌手、メガ・シンガー男 - 愛華みれ
- ダーク・ダンサー、メガ・ボーイA、歌手、ジゴロA、白鳥 - 紫吹淳